# チャーリー・O・フィンリー
チャールズ・オスカー・フィンリー（Charles Oscar Finley, 1918年2月22日 - 1996年2月19日）は、MLBのオークランド・アスレチックスのオーナー。

## 経歴
アラバマ州出身。当初はシカゴ郊外のラポルテでセミプロチームの野球選手であったが、結核を患い1946年に28歳で引退。その後、保険業を営んで財をなし、1954年にフィラデルフィア・アスレチックス（当時はコニー・マックがオーナー）の買収を計画したが、この時はアメリカンリーグのオーナーがアーノルド・ジョンソンに売却することに同意済みであったため、断念。1955年に、アスレチックスはジョンソンによってカンザスシティに移転。
1960年12月19日、念願かなってアスレチックスを買収し、オーナーとなり、豊富なアイディアと行動力で球界に新風を吹かせた。すぐにフランチャイズの移転を計画し、また、マイナー組織への積極的な投資を行った。フランチャイズの候補にはダラス、ルイビル、アトランタ、ミルウォーキー、シアトル、サンディエゴも挙がった。ヤンキー・スタジアムのライトが当時300フィート（約90m）もなく、規則違反を訴えて、オープン戦で地元カンサスシティのライトに仮設スタンドを設けて距離を296フィートにして抗議したりもした。リーグ会長は撤去を命じたがなかなか応じず、レギュラーシーズン開幕間際に撤去した。
1963年にはカラーテレビ時代に対応して、既成概念を破る黄色（公式には金色と呼称）のユニフォームを採用。それまで、メジャーのユニフォームといえば白、グレー、黒だけだっただけに、周囲の度肝を抜いた（1972年にはグリーンのユニフォームを採用）。
1964年のアメリカンリーグのオーナー会議でオレンジ色のボールの使用を提案した。打球となって飛ぶ時に普通の白色のもの以上に鮮明に見えるので選手ばかりではなく観客にも見やすいというものだったが、これは否決された。しかし翌1965年にアストロドームが出来て昼間の試合を行ったところ、太陽光線がプラスチック屋根を通すことによるハレーションの効果で、オレンジ色の方がはっきり見えるということで、昼間の試合に限って使用する事が認められた。
1965年にミスUSAをバットボーイに採用しようとしたが、認められなかった。アスレチックスのマスコットには、以前からの「白い象」があったが、今度は大きなロバに自分の名前「チャーリー・O」を名付け、マスコットとして試合前に選手を乗せて歩かせた。これは他球場の試合にも連れて行き、そこでも歩かせた。どこでもファンが喝采したので好評だったが、シカゴ・ホワイトソックスだけはゼネラルマネージャーが認めなかった。そのために今度は大きなケースに「アスレチックス用具」と書いた紙を貼り、これをダッグアウトに持ち込んだ。この中に「チャーリー・O II世」と名付けられた子供のロバが入っていた。試合が始まってからフタを開けてダイヤモンドに。審判はタイムを掛けて直ぐに連れ去られた。「この費用に500ドルばかり掛かったが、ちっとも惜しくない。お客さんがあんなに喜んでくれたからだ」と大喜びしていたという。また、本拠地球場の右翼席後ろにチームのイニシャル「A」をつけた動物たち、ヒツジ、クジャクなどを放し飼いにして動物園を作り、スタンドからも見えるようにした。
投手の投球間隔が年々長くなっていくのを一番気にしており、本拠地球場の後ろに20秒までを刻んだ大時計を作り、ファンにデモストレーションをした。これは1年限りで取り去ったが、成功したといわれている。
1968年にはチームをオークランドに移転。
1970年代に入ると、投手の打力の低さから指名打者（DH）制の採用を訴える。これはアリーグのオーナーも満場一致で受け入れ、1973年からDH制が採用されることとなった。試合短縮を狙って、三振ではなく「二振」でアウト、四球ではなく「三球」で出塁というルールを提案し、オープン戦で採用したが、「三球」で出塁することでかえって試合時間が長くなり採用はされなかった。選手に口ひげを延ばすことを奨励し、レジー・ジャクソン、キャットフィッシュ・ハンターらの主力選手が一様にひげを蓄えた。中でもベビーフェイスのリリーフエース、ローリー・フィンガースは立派なカイゼル鬚をたくわえ、彼のトレードマークになった。
チームは1972年から1974年にかけてワールドシリーズ3連覇を成し遂げ、この頃が絶頂期であった。しかし、選手の年俸が高騰し、1974年オフにMLB最初のフリーエージェント（FA）でハンターがヤンキースに移籍すると、主力選手を次々と放出。1978年にはヴァイダ・ブルーを100万ドルの移籍金でシンシナティ・レッズに移籍させようとしたが、MLBコミッショナーのボウイ・キューンが「球界の秩序を乱す」としてトレードを無効にする。
チームは低迷してファンは遠のき、1979年には観客が1,000人を切る試合まであった。それでもチームの立て直しを図ろうとしたが、1980年に当時の妻との離婚調停でチームの権利の一部を譲ることを申し出たところ拒否され、チームの売却を余儀なくされた。1981年のスプリングトレーニング前にチームの売却を決定。